# Нантакет (Масачусетс)
Нантакет (енгл. Nantucket) насељено је место без административног статуса у америчкој савезној држави Масачусетс.

## Демографија
По попису из 2010. године број становника је 7.446, што је 3.616 (94,4%) становника више него 2000. године.
| Група             | 2000.         | 2010.         |
| Белци             | 3.142 (82,0%) | 5.711 (76,7%) |
| Афроамериканци    | 472 (12,3%)   | 567 (7,6%)    |
| Азијати           | 35 (0,9%)     | 105 (1,4%)    |
| Хиспаноамериканци | 67 (1,7%)     | 901 (12,1%)   |
| Укупно            | 3.830         | 7.446         |